# Barbarski potok
(Za desni pritok Meže glej Barbarski graben.)
Bárbarski pôtok (tudi Barbara) je desni pritok Mislinje iz zahodnega Pohorja. Izvira v gozdu pod Mačkovim vrhom (1056 m) na zahodni strani glavnega pohorskega slemena in teče po ozki grapi proti jugovzhodu do naselja Legen. Tu vstopi v širšo dolino levega pritoka Reke in nadaljuje svoj tok proti severozahodu mimo Gradišča vse do izliva v Mislinjo tik pod mestom Slovenj Gradec. Ime ima po samotni poznogotski cerkvi Sv. Barbare na slemenu nad zgornjim delom doline.
Zgornji del doline je nastal v temnih filitoidnih skrilavcih, širši spodnji del doline pa poteka po meji med pohorskim masivom in mlajšimi prodnimi naplavinami. V njih je na levi strani doline ohranjena višja terasa, na kateri je velik del naselja Legen (t. i. Legensko polje). Stik med Pohorjem in Slovenjgraško kotlino poteka prav po spodnjem delu doline Barbarskega potoka, nato pa se nadaljuje proti jugovzhodu še naprej po dolini Reke, levem pritoku Barbarskega potoka. Kaže se tudi v izraziti asimetriji porečja, saj vsi pritoki, razen Svarine, pritekajo s Pohorja. Ob njegovem vznožju so nasuli neizrazite vršaje in jih v holocenu ponovno razrezali do današnje podobe. Največji pritok je že omenjena Reka, v zgornjem toku levi pritok Žabnica, v spodnjem delu pa Kremžarjev potok izpod Kremžarjevega vrha.
Struga Barbarskega potoka je skoraj v celoti ohranjena v dobrem naravnem stanju, izraziteje preurejen je le kratek odsek pred izlivom v Mislinjo. Od izstopa iz gozdnate grape oziroma od sotočja z Reko potok rahlo vijuga po ozki naplavni ravnici, ki je za nekaj metrov vrezana v lastne naplavine. V preteklosti so bile tik ob potoku le žage in mlini, v zadnjih desetletjih je vse več tudi stanovanjskih hiš, kar ni najbolj pametno, saj je potok kljub prijaznosti tipičen hudournik.
Dobro ohranjen potok s pritoki je vključen v varovano območje Natura 2000 (Barbarski potok s pritoki), predvsem zaradi varovanja habitatov ogroženega raka navadnega koščaka (Austropotamobius torrentium) in metulja črtastega medvedka (Euplagia quadripunctaria). Potok je tudi pomembno drstišče potočne postrvi (Salmo trutta).